# 부여 김씨
부여 김씨(扶餘 金氏)는 충청남도 부여군을 본관으로 하는 한국의 성씨이다.

## 역사
부여 김씨(扶餘 金氏)는 유적이 멸실되어 관향은 있으나, 상계는 상고할 수 없다고 하였다. 다만 후손들이 선대의 거주지인 부여를 본관으로 하여 세계를 이어오고 있다.
일설에 시조가 김작신(金作新)으로 고려 호장 동정 김경수의 증손이라 한다. 《고려사》 김구 열전에 조부 김작신(金作新)은 중(僧)이었다고 하였다.
또 일설에 시조 김작신은 고려 때 우복야 겸 이부상서에 오르고 부령군(扶寧君)에 봉해졌으나, 간신들의 고자질로 낙향하여 부령의 호장(戶長)을 지냈다고 한다. 

### 시조에 대해
- 《고려사》 김구 열전 : 조부 작신(作新)은 중(僧)이었다고 한다.[4]
- 김구 신도비명 : 조부 작신(作新)은 우복야 겸 이부상서에 오르고 부령군(扶寧君)에 봉해졌다고 한다.[5]
- 부안 김씨 : 부안 김씨 《을사보》(1785년)는 김작신(金作新)에 대한 여러 설에 대해 어느 것이 옳은지 알 수 없다고 하였다.[6]

### 분적
- 부안 김씨
- 부령 김씨
- 통천 김씨

## 인물
- 김희조(金希祚) : 부총관(副摠管)
- 김언(金彦) : 김희조의 아들, 병자호란 때 적을 섬멸하는 공을 세우다 피습으로 전사하고 병조판서에 증직
- 김병준(金炳濬) : 선공감가감역(繕工監假監役)
- 김풍익(金豊益) : 한국전쟁 전쟁영웅, 105mm야포 직접조준사격을 통한 북한군 T-34전차 파괴, 한국의 포신(鮑神)으로 불림

## 과거 급제자

### 문과
- 김지성(金之聲, 1610 庚戌生) : 문과 인조 26년(1648) 식년시 을과

### 무과
- 김시행(金時行, 1805년 乙丑生) : 헌종 2년(1836) 정시(庭試) 무과(武科) 급제, 평안도(平安道) 상토첨사(上土僉使)[7]

### 잡과
- 김선(金璿, 1874 甲戌生) : 율과(律科)

### 사마시
- 김정균(金正均, 1874 甲戌生) : 진사시 고종 25년(1888) 식년시 삼등(三等)
- 김병걸(金秉杰, 1874 甲戌生) : 생원시 고종 28년(1891) 증광시 삼등(三等)

## 집성촌
- 1930년 국세 조사에 따르면 함경도 갑산군 회린면, 운흥면 일대에 30호가 살고 있었다.
- 함경도 지역은 초기 여진족의 발현 지역으로 송막기문에는 초기 여진 추장을 신라인이라고 기록하고 있다.
- 마의태자 또는 그의 후손이 초기 여진족의 조상이라는 견해가 있다.

## 인구
- 1985년 92가구 374명
- 2000년 333가구 1,024명